# Rikke Petersen-Schmidt
Rikke Petersen-Schmidt  (Aarhus, 14 de enero de 1975) es una exjugadora de balonmano danesa. Consiguió 2 medallas olímpicas de oro.